# Regierung des Vereinigten Königreichs
Die Regierung Seiner Majestät (englisch His Majesty’s Government, kurz HM Government; allgemein bekannt als Regierung des Vereinigten Königreichs oder britische Regierung) ist die zentrale Exekutivbehörde des Vereinigten Königreichs. Die Regierung wird vom Premierminister geführt, der alle Minister auswählt. Das Land hatte von 2010 bis 2024 eine von der Conservative Party geführte Regierung (siehe unten). 
Die Premierminister waren (wie im politischen System des UK festgelegt) stets zugleich auch Vorsitzende der Conservative Party. Der Premierminister und seine dienstältesten Minister gehören dem obersten Entscheidungsgremium an, dem Kabinett des Vereinigten Königreichs.
Die Ministers of the Crown (deutsch Minister der Krone) sind für das Haus verantwortlich, in dem sie sitzen. Sie geben in diesem Haus Erklärungen ab und beantworten Fragen von Mitgliedern dieses Hauses. Für die meisten hochrangigen Minister ist dies das House of Commons und nicht das House of Lords. Die Regierung ist beim Erlass der primären Gesetzgebung vom Parlament abhängig. Unterhauswahlen finden alle fünf Jahre statt. Wenn der Premierminister dem Monarchen rät, das Unterhaus aufzulösen, findet eine vorgezogene Unterhauswahl statt. Nach einer Wahl wählt der Monarch den Parteivorsitzenden zum Premierminister, der am ehesten das Vertrauen des Unterhauses genießt, normalerweise durch die Mehrheit der Abgeordneten.
Nach der nicht kodifizierten britischen Verfassung liegt die Exekutivgewalt beim Monarchen. Der Monarch übt diese aber nur nach Beratung durch das Privy Council aus. 
Der Premierminister, das Oberhaus, der Oppositionsführer und das Oberkommando von Polizei und Militär dienen als Mitglieder und Berater des Monarchen im Privy Council. In den meisten Fällen übt das Kabinett die Macht direkt als Leiter der Regierungsabteilungen aus. Einige Kabinettspositionen sind faktisch Sinekuren (z. B. Chancellor of the Duchy of Lancaster oder Lordsiegelbewahrer).
Die Regierung wird manchmal mit dem Metonym Westminster oder Whitehall bezeichnet, weil viele ihrer Büros dort sind. Diese Metonyme werden insbesondere von Mitgliedern der schottischen Regierung, der walisischen Regierung und der nordirischen Exekutive verwendet, um ihre Regierung von der Regierung Seiner Majestät zu unterscheiden.

## Regierungen des Vereinigten Königreichs (seit 1922)
| Kabinette                    | Premierminister     | Wahl         | Beginn der Amtszeit | Ende der Amtszeit | Regierungspartei(en)                                                       | Sitze                        |
| ---------------------------- | ------------------- | ------------ | ------------------- | ----------------- | -------------------------------------------------------------------------- | ---------------------------- |
| Bonar Law                    | Andrew Bonar Law    | 1922         | 23. Oktober 1922    | 20. Mai 1923      | Conservatives                                                              | 344/615                      |
| Baldwin I                    | Stanley Baldwin     | 1922         | 22. Mai 1923        | 22. Januar 1924   | Conservatives                                                              | 344/615                      |
| MacDonald I                  | Ramsay MacDonald    | 1923         | 22. Januar 1923     | 4. November 1924  | Labour Tolerierung: Liberals Nationalists Prohibition Pacifist Unabhängige | 191/615 Tolerierung: 163/615 |
| Baldwin II                   | Stanley Baldwin     | 1924         | 4. November 1924    | 4. Juni 1929      | Conservatives                                                              | 412/615                      |
| MacDonald II                 | Ramsay MacDonald    | 1929         | 5. Juni 1929        | 24. August 1931   | Labour Tolerierung: Liberals Nationalists Prohibition Unabhängige          | 287/615 Tolerierung: 68/615  |
| Nationale Regierung I        | Ramsay MacDonald    | 1929         | 24. August 1931     | 27. Oktober 1931  | National Labour Conservatives Liberals                                     | 333/615                      |
| Nationale Regierung II       | Ramsay MacDonald    | 1931         | 27. Oktober 1931    | 7. Juni 1935      | National Labour Conservatives Liberals National Liberals                   | 553/615                      |
| Nationale Regierung III      | Stanley Baldwin     | 1935         | 7. Juni 1935        | 28. Mai 1937      | Conservatives National Labour National Liberals                            | 428/615                      |
| Nationale Regierung IV       | Neville Chamberlain | 1935         | 28. Mai 1937        | 3. September 1939 | Conservatives National Labour National Liberals                            | 428/615                      |
| Kriegsregierung Chamberlain  | Neville Chamberlain | 1935         | 3. September 1939   | 10. Mai 1940      | Conservatives National Labour National Liberals                            | 428/615                      |
| Kriegsregierung Churchill    | Winston Churchill   | 1935         | 10. Mai 1940        | 23. Mai 1945      | Conservatives Labour Liberals National Labour National Liberals            | 604/615                      |
| Übergangsregierung Churchill | Winston Churchill   | 1935         | 23. Mai 1945        | 26. Juli 1945     | Conservatives National Liberals                                            | 419/615                      |
| Attlee I                     | Clement Attlee      | 1945         | 26. Juli 1945       | 23. Februar 1950  | Labour                                                                     | 393/640                      |
| Attlee II                    | Clement Attlee      | 1950         | 23. Februar 1950    | 26. Oktober 1951  | Labour                                                                     | 315/625                      |
| Churchill III                | Winston Churchill   | 1951         | 26. Oktober 1951    | 5. April 1955     | Conservatives National Liberals                                            | 321/630                      |
| Eden                         | Anthony Eden        | 1955         | 6. April 1955       | 9. Januar 1957    | Conservatives National Liberals                                            | 344/630                      |
| Macmillan I                  | Harold MacMillan    | 1955         | 9. Januar 1957      | 8. Oktober 1959   | Conservatives National Liberals                                            | 344/630                      |
| Macmillan II                 | Harold MacMillan    | 1959         | 8. Oktober 1959     | 18. Oktober 1963  | Conservatives National Liberals                                            | 365/630                      |
| Douglas-Home                 | Alec Douglas-Home   | 1959         | 19. Oktober 1963    | 16. Oktober 1964  | Conservatives National Liberals                                            | 365/630                      |
| Wilson I                     | Harold Wilson       | 1964         | 16. Oktober 1964    | 31. März 1966     | Labour                                                                     | 317/630                      |
| Wilson II                    | Harold Wilson       | 1966         | 31. März 1966       | 19. Juni 1970     | Labour                                                                     | 363/630                      |
| Heath                        | Edward Heath        | 1970         | 19. Juni 1970       | 4. März 1974      | Conservatives                                                              | 330/630                      |
| Wilson III                   | Harold Wilson       | Februar 1974 | 4. März 1974        | 10. Oktober 1974  | Labour Tolerierung: Liberals Plaid Cymru Lincoln Labour SDLP Unabhängige   | 301/635 Tolerierung: 19/635  |
| Wilson IV                    | Harold Wilson       | Oktober 1974 | 10. Oktober 1974    | 5. April 1976     | Labour                                                                     | 319/635                      |
| Callaghan                    | James Callaghan     | Oktober 1974 | 5. April 1976       | 4. Mai 1979       | Labour Tolerierung: Liberals Plaid Cymru SDLP IndRep                       | 319/635 Tolerierung: 18/635  |
| Thatcher I                   | Margaret Thatcher   | 1979         | 4. Mai 1979         | 10. Juni 1983     | Conservatives                                                              | 339/635                      |
| Thatcher II                  | Margaret Thatcher   | 1983         | 10. Juni 1983       | 11. Juni 1987     | Conservatives                                                              | 397/650                      |
| Thatcher III                 | Margaret Thatcher   | 1987         | 11. Juni 1987       | 28. November 1990 | Conservatives                                                              | 375/650                      |
| Major I                      | John Major          | 1987         | 28. November 1990   | 10. April 1992    | Conservatives                                                              | 375/650                      |
| Major II                     | John Major          | 1992         | 10. April 1992      | 2. Mai 1997       | Conservatives Tolerierung: UUP                                             | 336/651 Tolerierung: 9/651   |
| Blair I                      | Tony Blair          | 1997         | 2. Mai 1997         | 8. Juni 2001      | Labour                                                                     | 418/659                      |
| Blair II                     | Tony Blair          | 2001         | 8. Juni 2001        | 6. Mai 2005       | Labour                                                                     | 412/659                      |
| Blair III                    | Tony Blair          | 2005         | 6. Mai 2005         | 27. Juni 2007     | Labour                                                                     | 355/647                      |
| Brown                        | Gordon Brown        | 2005         | 28. Juni 2007       | 11. Mai 2010      | Labour                                                                     | 355/647                      |
| Cameron I                    | David Cameron       | 2010         | 11. Mai 2010        | 8. Mai 2015       | Conservatives LibDems                                                      | 363/650                      |
| Cameron II                   | David Cameron       | 2015         | 8. Mai 2015         | 13. Juli 2016     | Conservatives                                                              | 330/650                      |
| May I                        | Theresa May         | 2015         | 13. Juli 2016       | 11. Juni 2017     | Conservatives                                                              | 330/650                      |
| May II                       | Theresa May         | 2017         | 11. Juni 2017       | 24. Juli 2019     | Conservatives Tolerierung: DUP                                             | 317/650 Tolerierung: 10/650  |
| Johnson I                    | Boris Johnson       | 2017         | 24. Juli 2019       | 16. Dezember 2019 | Conservatives Tolerierung: DUP                                             | 317/650 Tolerierung: 10/650  |
| Johnson II                   | Boris Johnson       | 2019         | 16. Dezember 2019   | 6. September 2022 | Conservatives                                                              | 365/650                      |
| Truss                        | Liz Truss           | 2019         | 6. September 2022   | 25. Oktober 2022  | Conservatives                                                              | 365/650                      |
| Sunak                        | Rishi Sunak         | 2019         | 25. Oktober 2022    | 5. Juli 2024      | Conservatives                                                              | 365/650                      |
| Starmer                      | Keir Starmer        | 2024         | 5. Juli 2024        | amtierend         | Labour                                                                     | 411/650                      |

Anmerkung: Die Sitze repräsentieren die Werte der Regierungspartei(en) beziehungsweise der Parteien, die sie toleriert haben, bei der jeweils vorangegangenen Wahl und können sich danach zum Teil erheblich verändert haben. Genauere Daten befinden sich in den jeweiligen Artikeln.